# شال (إيران)
شال (بالفارسية: شال) هي مدينة تقع في ناحية شال في إيران. يقدر عدد سكانها بـ 15,104 نسمة .